# Wainuia
Wainuia is een geslacht van weekdieren uit de klasse van de Gastropoda (slakken).

## Soorten
- Wainuia clarki (Powell, 1936)
- Wainuia edwardi (Suter, 1899)
- Wainuia nasuta Powell, 1946
- Wainuia urnula (L. Pfeiffer, 1855)